# آبسزیک-آلدهید اکسیداز
 در آنزیم‌شناسی، یک  آبسیزیک آلدهیداکسیداز ( عدد گروه آنزیم 1.2.3.14   ) آنزیمی است که واکنش شیمیایی زیر را کاتالیز می کند. 
آبسزیک آلدهید + H2O + O2 {\displaystyle \rightleftharpoons } آبسیزات + H2O2